# Šljivno
Šljivno (cyr. Шљивно) – wieś w Bośni i Hercegowinie, w Republice Serbskiej, w gminie Rogatica. W 2013 roku liczyła 14 mieszkańców.